# آلبر دینان
آلبر دینان (فرانسوی: Albert Dinan‎؛ ۲۷ مارس ۱۹۰۲ – ۳ ژوئیهٔ ۱۹۷۶) یک هنرپیشه اهل فرانسه بود.
از فیلم‌ها یا برنامه‌های تلویزیونی که وی در آن نقش داشته است می‌توان به چهار نفر در یک جیپ، فردا نوبت من است اشاره کرد.